# Derveni-Papyrus

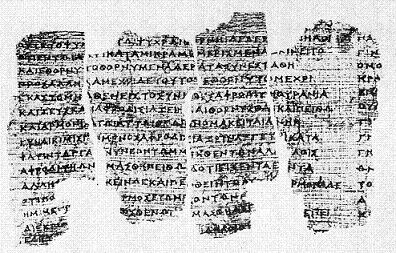
Fotografische Reproduktion von Teilen des Derveni-Papyrus

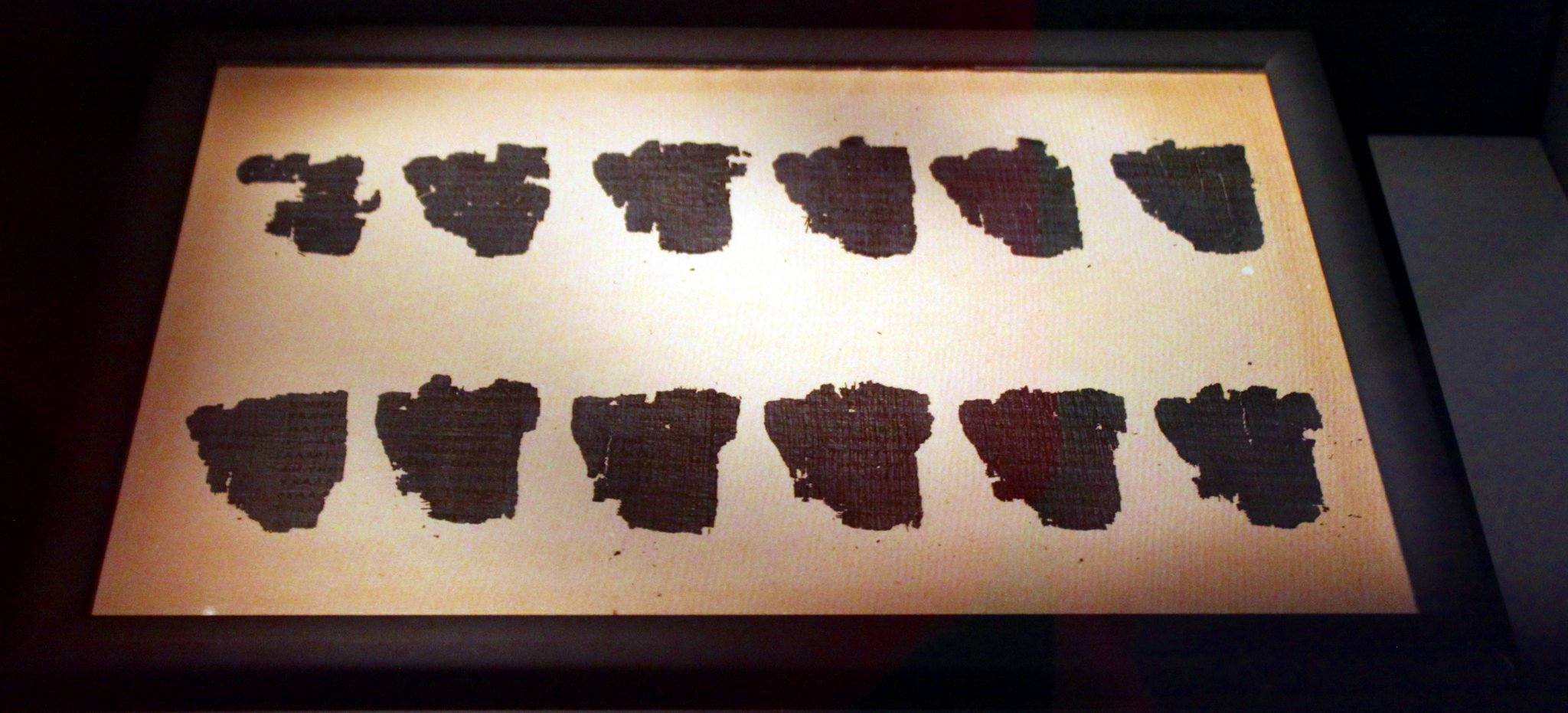
Fragmente des Derveni-Papyrus (Archäologisches Museum Thessaloniki)

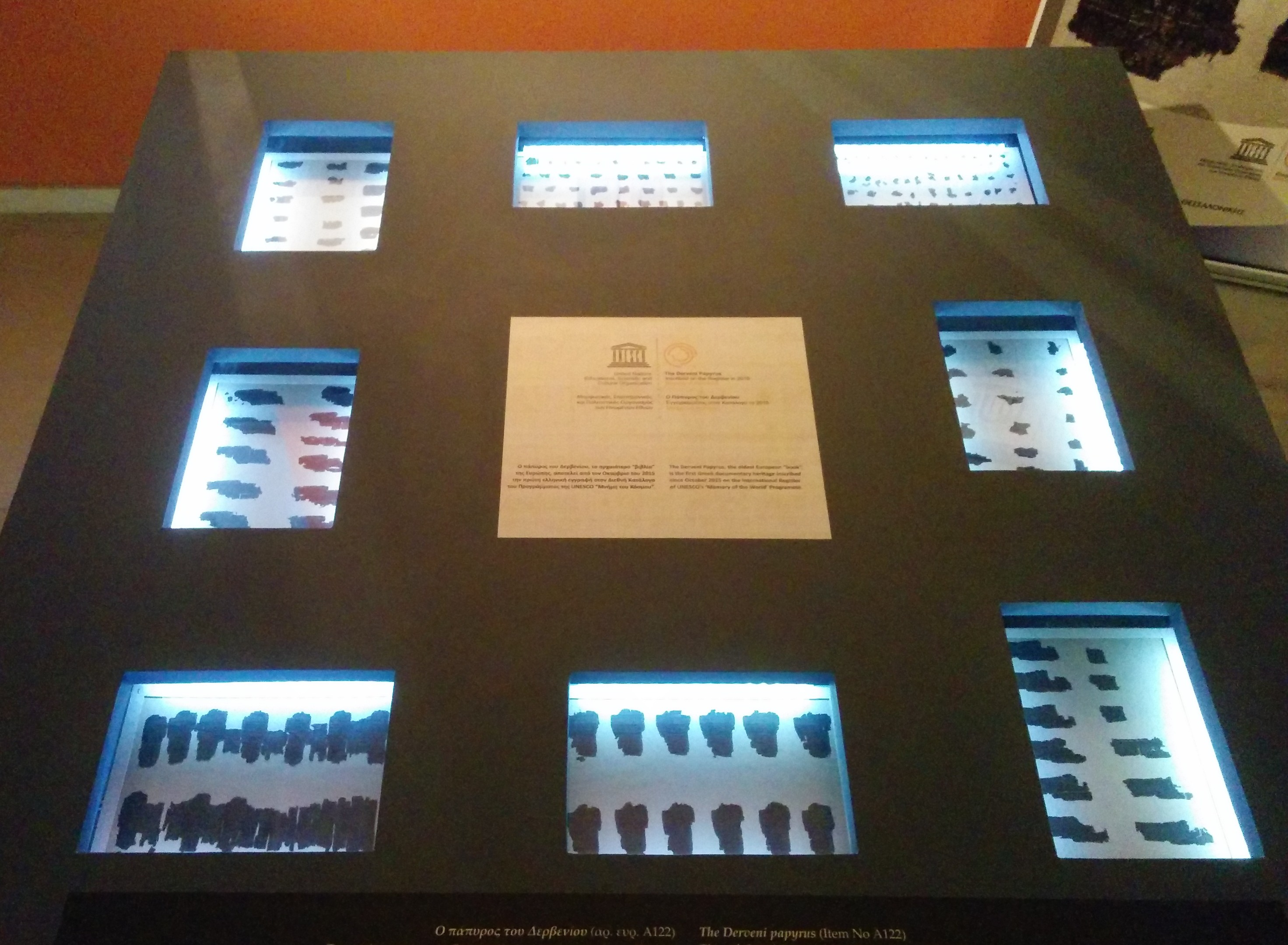
Fragmente des Derveni-Papyrus (Archäologisches Museum Thessaloniki)

Der Derveni-Papyrus ist eine antike griechische Schriftrolle und eine der ältesten bekannten literarischen Schriften Europas. Ihr Alter wird auf etwa 2500 Jahre geschätzt. Der Text ist nach Ansicht von Philologen und Historikern bedeutsam für die Kenntnis der religiösen Vorstellungswelt im antiken Griechenland.

## Beschreibung und Bedeutung
Gefunden wurde der verkohlte Papyrus 1962 in einem Aschehaufen – vermutlich den Überresten der Leichenverbrennungsstätte – auf der Abdeckung von Grab A der Derveni-Gräber nahe dem gleichnamigen Gebirgspass in Makedonien. Die Schriftrolle stammt vermutlich aus der zweiten Hälfte des 5. vorchristlichen Jahrhunderts. Das Feuer hat große Teile der Rolle zerstört. Es handelt sich um insgesamt 266 Fragmente. Erhalten haben sich auf diesen nur etwa 18 % des ursprünglichen Textes, wobei vermutet wird, dass die Abhandlung ursprünglich mehr als eine Papyrusrolle umfasst haben wird. Sie enthält im ersten Teil die Reste einer Beschreibung religiöser Rituale, die vom unbekannten Verfasser kommentiert werden, und im zweiten Teil die Interpretation einer orphischen Theogonie (Entstehung der Götterwelt) durch dieselbe Person. Inhaltlich finden sich viele Überschneidungen mit den Lehren der Philosophen Anaxagoras und Diogenes von Apollonia. Eine genaue Zuweisung der Schrift zu einem der bekannten antiken Gelehrten ist bislang nicht möglich.
Der Derveni-Papyrus wird im Archäologischen Museum Thessaloniki aufbewahrt. Seit 2015 gehört er als ältestes erhaltenes „Buch“ Europas zum UNESCO-Weltdokumentenerbe.

## Forschungsgeschichte
Eine Publikation des wichtigen Textes wurde nach seiner Auffindung über viele Jahre immer wieder angekündigt, ohne tatsächlich zu erfolgen. Es kursierte in wissenschaftlichen Kreisen aber eine Textfassung, die der klassische Philologe Reinhold Merkelbach anonym und ohne Erlaubnis der griechischen Fachleute in Thessaloniki 1982 in der Zeitschrift für Papyrologie und Epigraphik herausgab. Es erfolgte umgehend ein Protest in der Fachzeitschrift Gnomon durch Kyriakos Tsantsanoglou, George M. Parássoglou sowie Eric G. Turner, die eine vollständige Ausgabe für 1984 ankündigten.
Erst 22 Jahre später, 2006, erfolgte diese dann durch Theokritos Kouremenos, George M. Parássoglou und Kyriakos Tsantsanoglou. Letztgenannter, Professor für Klassische Philologie von der Aristoteles-Universität Thessaloniki, gab bekannt, dass die vollständige Entschlüsselung des Dokumentes gelungen sei. Zwischen 2014 und 2015 hat Richard Janko die Fragmente mit Hilfe von Mikroskopie erneut untersucht und verschiedene Textverbesserungen erzielen können.

## Textausgaben, Übersetzungen, Kommentare
- Mirjam E. Kotwick (Übers.), Richard Janko (Hrsg.): Der Papyrus von Derveni. De Gruyter, Berlin/Boston 2017, ISBN 978-3-11-041473-8 (griechischer Text mit deutscher Übersetzung, Einleitung und ausführlichem Kommentar).
- Theokritos Kouremenos, George M. Parássoglou, Kyriakos Tsantsanoglou (Hrsg.): The Derveni papyrus. Olschki, Firenze 2006, ISBN 88-222-5567-4 (kritische Edition mit englischer Übersetzung und Kommentar).